# Frédéric Manns
Frédéric Manns o.f.m., né le 3 octobre 1942 à Windthorst (aujourd'hui Nova Topola) et mort le 22 décembre 2021 à Jérusalem, est un bibliste français.

## Biographie
Frédéric Manns a fait ses études au séminaire diocésain de Metz. Après le lycée, il entre chez les Franciscains. Ses études sont interrompues par deux années de service militaire qu’il fait au Togo. Il rejoint ensuite  le couvent d’Orsay où il fait sa théologie.
Il est ordonné prêtre en 1969 puis est envoyé à Rome faire des études bibliques.
Père franciscain, professeur d'exégèse néotestamentaire depuis 1972, il a dirigé la Faculté des sciences bibliques de Jérusalem (Studium Biblicum Franciscanum) de 1996 à 2001. Il est un spécialiste du rapport entre judaïsme et christianisme aux premiers siècles et de ses implications exégétiques, qu'il a particulièrement étudiées dans le cas de l'Évangile selon Jean.
Frédéric Manns meurt à l'âge de 79 ans le 22 décembre 2021 à Jérusalem.

## Essais exégétiques
- Essais sur le judéo-christianisme, FPP, 1977.
- Bibliographie du judéo-christianisme, FPP, 1979.
- Le symbole eau-esprit dans le judaïsme ancien, FPP, 1983.
- Pour lire la Mishna, FPP, 1984.
- La prière d'Israël à l'heure de Jésus, FPP, 1986.
- Le récit de la dormition de la Vierge. Contribution à l'étude des origines de l'exégèse chrétienne, FPP, 1989.
- L'Évangile de Jean à la lumière du judaïsme, FPP, 1991.
- Le judaïsme, milieu et mémoire du Nouveau Testament, FPP, 1992.
- Jésus, fils de David, Mediapaul, 1994.
- Lire la Bible en Église, Mediapaul, 1996.
- L'Israël de Dieu, essai sur le christianisme primitif, FPP, 1996.
- « Là où est l'esprit, là est la liberté », Mediapaul, 1998.
- Une approche juive du Nouveau Testament, Le Cerf, 1999.
- Abba, au risque de la paternité de Dieu, Mediapaul, 1999.
- Le judéo-christianisme, mémoire ou prophétie, Beauchesne, 2000.
- Le midrash, approche et commentaire de l'Écriture, FPP, 2001.
- Les enfants de Rebecca, judaïsme et christianisme aux premiers siècles de notre ère, Mediapaul, 2001.
- L'Évangile de Jean et la sagesse, FPP, 2003.
- Il avait deux fils, judaïsme et christianisme en dialogue, Mediapaul, 2004.
- Heureuse es-tu toi qui as cru. Marie, une femme juive, Presses de la Renaissance, 2005.
- Les Racines juives du christianisme, Presses de la Renaissance, 2006.
- Que sait-on de Marie et de la Nativité ?, Bayard, 2006.
- Shaoul de Tarsos, l'appel du large, Éditions du Paraclet, 2008.
- Voici l'homme. une lecture juive des Évangiles, Editions du Paraclet 2008
- Sinfonia della parola, Edizioni Terra Santa, 2009.
- François, va répare mon Église, Editions du Paraclet, 2009
- Qu'est-ce que la nouvelle évangélisation ?, Bayard Paris 2012